# 八王子超市搶劫殺人事件
八王子超市搶劫殺人事件（日语：八王子スーパー強盗殺人事件），指的是1995年7月30日晚上在日本東京都八王子市大和田町的「南平大和田店」超市辦公室內，發生了使用手槍射擊的搶劫殺人事件。
警視廳對此事件的正式命名為「大和田町超市辦公室內手槍使用強盜殺人事件」。而一般人所熟知的事件名稱則是以事件發生地點的超市名稱為基礎，稱作「南平事件」或「八王子南平超市事件」。
目前，警視廳仍在積極調查此事件，然而犯人仍未被確定或逮捕，成為了一件懸案。此案也被指定為日本政府搜查特別懸賞金製度的對象。在此事件發生當時，日本未曾有針對超市使用槍枝進行強盜殺人的案件，此事件也成為了日本槍枝犯罪的起點之一。調查單位起初將調查重點放在強盜殺人嫌疑上，但現在已經擴展到包括強盜和怨恨兩方面的調查。

## 概要
1995年7月30日晚上9:17分左右，日本東京都八王子市大和田町的「南平大和田店」超市二樓辦公室內，三名女性員工遭到持槍歹徒射殺。死者分別是47歲的稻垣則子（いながき のりこ）、17歲的兼職女高中生矢吹惠（やぶき めぐみ）和16歲的兼職女高中生前田寬美（まえだ ひろみ）。
據推測，犯罪發生時間為21時15分左右，持續數分鐘（稻垣則子的熟人在21時20分來接她時發現了案發現場）。其中一名女性員工被槍柄擊中右臉後，被推到冰箱旁邊的縫隙處。兩名女子高中生一隻手跟對方的一隻手綁在一起，嘴巴被膠帶封住，被迫趴在地上。歹徒先將槍口直接抵住兩人的前額和頭頂，分別開了一槍，導致她們當場死亡。
犯人並未搶走任何金錢財物逃逸，也沒有破壞金庫的痕跡，其他現金、貴金屬或受害者的物品也未被動過，甚至未有在辦公室內搜尋的跡象，因此犯罪的動機可能並非為了金錢。使用的槍支被認為是來自菲律賓的Squires Bingham。
原本槍支犯罪主要發生在暴力團或恐怖分子之間，卻發生使用槍枝無情地殺害「在東京郊外一家小型超市工作的普通市民」的案件。由於事件的性質，日本警方將其視為「日本槍支犯罪的轉折點」。
案發後超市改名為「向日葵」，但在1998年歇業。該建築物後來被改建成停車場。

### 案發現場
被發現時，辦公室的門鎖已經打開，而被害者稻垣則子和矢吹惠在換上私服後，就在回家前遭到了強行闖入。稻垣則子倒在位於事務所深處的保險箱旁邊，她的頭靠在地上，腳指向辦公室的入口。她的頭部中了兩槍，但並未被綁起來，留下了「槍口灼燒皮膚」的痕跡。矢吹惠和前田寬美倒在房間中央，靠近保險箱，她們的頭部朝向辦公室的入口。矢吹惠和前田寬美都中了一槍，並且嘴巴被膠帶封住，她們的一隻手被膠帶黏在一起，背靠背倒臥，膠帶已經扭曲。可以推測，兇手一手拿著手槍，一手拿著膠帶，並且膠帶上附著了兇手的指紋和汗水。

## 行兇動機
特別調查本部認為犯罪動機有兩種可能性，分別是「搶劫說」和「仇恨說」。

### 搶劫說
在案發之前，超市辦公室曾多次遭小偷。據說在營業時，辦公室的門經常沒有鎖上，這在晚上也是如此。因為該超市的結構設計使其不能通過內部進入二樓辦公室，當從收銀機將銷售額轉移到保險箱時，員工們會將銷售額從收銀機的抽屜中取出，走出超市，然後經過外部通道，爬上面向停車場的外部樓梯，然後進入二樓辦公室，存放到保險箱中。而且在很多時候，只有女性員工負責晚班工作，而案發當晚就是這種情況。受害者稻垣則子在平時就對超市的防犯措施表達了擔憂，甚至因此曾暫時離開工作。由於這樣的情況存在，犯罪團伙等可能已經很容易掌握了本案超市的情況和訊息，因此也有可能被盯上。與此同時，多摩地區發生了多起針對夜間超市辦公室等的槍擊搶劫案件，這些案件的作案手法非常類似，因此也有人認為這些案件是由同一犯罪團伙所犯。。

### 仇恨說
根据推测，凶手是出于仇恨而行凶，可能是因为对受害者中的某一个人懷恨在心，或者对公司或超市抱有仇恨感而行兇。可能的原因如下：
- 所有死者都被精準地擊中腦幹，當場死亡。稻垣則子被開兩槍，第一槍是從近距離向左額射擊，然後被射殺，第二槍是從頭頂部垂直方向開槍。通常情況下，能夠毫不猶豫地從近距離瞄準頭部射擊的人不多，這種殘忍和冷酷的殺害方式表明犯罪嫌疑人具有明顯的殺意，這是支持仇恨說的最大證據[11]。
- 稻垣則子在生前曾收到包含刀片的恐嚇信，遭受騷擾。警方調查發現，恐嚇信內容是“如果繼續這樣下去，妳的命就沒有了”。寄件人仍未被找到。據稻垣則子的親近人士透露，她的脾氣粗暴，情緒激烈。在餐廳與男性同行時，她經常用激烈的口氣責罵同行的男性，這種態度不僅是針對特定的人，對其他男性也表現出同樣的態度。此外，周圍的人知道曾有一個男性向稻垣則子提供經濟援助，但由於男性的經濟狀況變差，援助無法繼續，稻垣則子與該男子產生了糾紛。這些事情讓稻垣則子的親近人士們在第一時間聽到事件消息時，就直覺認為“南平事件不是一起強盜案，肯定是有人對稻垣則子心存怨恨所為”[11]。
- 目前尚未掌握任何有力的情報，表明兼職高中生、公司（南平）、企業家、相關人員等對此案存在仇恨或其他原因。但大和田店的辦公室曾多次遭小偷，此外，該店也經常遭竊。店方為了警告偷竊者，在超市辦公室外的樓梯下貼了一份名為“小偷混蛋”的警告信，以便從停車場可以看到。因此，大和田店存在某些人對其心存怨恨的可能性，這可能與案件有關。[11]

## 槍支根絕運動
- 其中一名受害者曾就讀於位於東京都的櫻美林高中。在事件發生後，學校的相關人士便成立了「反擊槍支滋生會」。透過每年的文化祭和街頭活動，他們持續呼籲大眾關注槍支犯罪的恐怖。[12][13]
- 2010年7月4日，文化放送播出了一個以此事件為主題的報導特別節目，該節目探討了槍支犯罪、消除槍支的運動現況，以及如何實現槍支禁止的方法。節目名為「為了不失去重要的人…八王子超市槍殺事件的15年後～STOP GUN廣播研討會～」。該節目在隨後也在部分地區性電台進行了播放[14]。

## 相關媒體
| 電視節目         | 節目                                       | 日期           |
| ---------------- | ------------------------------------------ | -------------- |
| 日本電視台       | 真相報道 バンキシャ!                       | 2007年7月29日  |
| 富士電視台       | 報道スクープSP・激動！世紀の大事件Ⅴ        | 2017年12月27日 |
| 日本電視網協議會 | 世界上讓人吃驚的新聞 (ザ!世界仰天ニュース) | 2018年8月14日  |

1996年發行的電影《風騷俏佳人3》，裡面兩名女學生遇害的情節與本案相似。

## 外部連結
- - 警視廳 （页面存档备份，存于）（日語）